# HD 219617
HD 219617 är en dubbelstjärna belägen i den mellersta delen av stjärnbilden Vattumannen. Den har en kombinerad skenbar magnitud av ca 8,14 och kräver ett teleskop för att kunna observeras. Baserat på parallax enligt Gaia Data Release 2 på ca 15,1 mas, beräknas den befinna sig på ett avstånd på ca 220 ljusår (ca 66 parsek) från solen. Den rör sig bort från solen med en heliocentrisk radialhastighet på ca 13 km/s.

## Egenskaper
Primärstjärnan HD 219617 A är en gul till vit underjättestjärna av spektralklass F8:w. Den har en massa som är ca 1,13 solmassor, en radie som är ca 1,27 solradier och har ca 2 gånger solens utstrålning av energi från dess fotosfär vid en effektiv temperatur av ca 5 800 K.
Till skillnad från många halostjärnor, som uppvisar ett överskott av alfaelement i förhållande till järn, är HD 219617 utarmad på järn och alfaelement, även om koncentrationerna av väte och helium är dåligt avgränsade. Stjärnans kemiska sammansättning är ovanlig och är förhållandevis syreberikad och extremt utarmad i neutroninfångande element. Heliumfraktionen hos dubbelstjärnan kan för närvarande (2021) inte fastställas tillförlitligt, och verkar vara nära det ursprungliga heliumöverskottet.
Dubbelstjärnan HD 219617 är en del av det hierarkiska trippelsystemet LDS 6393, tillsammans med den röda underdvärgen VB 12 (LHS 541) av spektralklass sdM3 med en projicerad separation på 19 bågsekunder (1 200 AE). Konstellationen hör kinematiskt till halostjärnorna. Ytterligare stjärnkomponenter i stjärnsystemet misstänks.